# Rouben Mamoulian
Rouben Mamoulian (Tiflis, 8 de octubre de 1898 - Los Ángeles, 4 de diciembre de 1987) fue un director de cine georgiano-estadounidense y director de teatro.

## Biografía

### Comienzos
Rouben Mamoulian nació en Tbilisi (Georgia), durante la época del Imperio zarista, en el seno de una familia armenia). Pasada su primera infancia en París, estudió arte dramático en Moscú; se trasladó luego a Londres en 1922 para empezar su carrera como director de escena, pero no tardó ni un año en trasladarse a América (cerca de Nueva York), para continuar su carrera como director de teatro y también de ópera.
En Broadway, coordinó producciones, como Porgy de DuBose Heyward (1927). En 1929, dirigió, junto con George Gershwin, su célebre obra Porgy and Bess. 
En 1929, Mamoulian inició su carrera como director de cine rodando Aplauso (Applause); es una de las primeras películas sonoras de la historia, y una de las obras que sentaron las bases del cine musical moderno. Desde el principio, sorprendió a todo el mundo con su estilo peculiar de hacer cine. De hecho, fue el primero que logró insonorizar el sonido de la cámara para que no se entrometiera en el diálogo de los personajes. 

### Los años 30
Con su método tan personal en 1931 Mamoulian realizara una de las películas más representativas del cine del terror de la década de los 30: El hombre y el monstruo (Dr. Jekyll and Mr. Hyde). Para muchos, se trata de la versión más compleja y lograda jamás rodada sobre la celebérrima novela de Robert Louis Stevenson, y la única cinta del género fantástico que ha sido galardonada con un Óscar al mejor actor (Fredric March). Lo cierto es que la realización de Mamoulian en este film sobrepasa la mera puesta en imagen de la novela, y consigue dotar al film de una atmósfera nada convencional; por añadidura hizo una sobresaliente dirección de actores. 
En definitiva, con este título Mamoulian se encaramó a los primeros puestos en cuanto a directores-estrella del Hollywood de los 30 (junto a Lubitsch, Cukor, Ford, Stevens o Wyler). Le siguen un buen puñado de películas en las que el director trabajará con lo más granado del firmamento artístico del momento: Las calles de la ciudad (1931) le da la oportunidad de asentar las bases del género gánster, controladores de la cerveza, este caso junto a unos jóvenes, pero ya consagrados, Gary Cooper y Sylvia Sidney, con una trepidante acción. El musical Ámame esta noche (Love Me Tonight) (1932) le da pie a magnificar el merecido éxito de las operetas románticas filmadas con la pareja Jeanette MacDonald y Maurice Chevalier.  
En 1933, Mamoulian rueda una de las cimas del cine romántico de todos los tiempos: la épica La reina Cristina de Suecia (Queen Christina). En ella, la mítica actriz de origen sueco, Greta Garbo, llega a un verdadero virtuosismo interpretativo en su exploración de la soledad íntima del personaje, dota de vida propia a una reina incomprendida por su corte y aquejada del deseo de ser libre sin dejar de ser fiel a sí misma. Pero las escenas más conmovedoras y recordadas del filme son las que la emparejan con el no menos mítico John Gilbert, su amante durante años en la vida real, con el que ya deslumbró en el cine romántico mudo en El demonio y la carne (1926, Clarence Brown). Ambos dan rienda suelta a la pasión de sus respectivos personajes, que escenifican a la perfección la experiencia amorosa en unas pocas escenas.
Pese a todo lo anterior, Mamoulian no despega de cara a la crítica, y empieza a ser un director menospreciado frente a otros compañeros de generación. Tras dos experiencias: una poco feliz en 1933 (El cantar de los cantares, con Marlene Dietrich) y una grandiosa pero poco vista, Vivamos hoy (1934) con Fredric March y Anna Sten, en los siguientes años va ganando éxitos de taquilla realmente relevantes. Así con Becky Sharp (La feria de la vanidad, 1935), célebre adaptación de la famosa novela de William Thackeray: es una cinta importante por ser la primera rodada totalmente en Technicolor, donde hace brillar a la actriz Miriam Hopkins en una de las interpretaciones de su vida, o el destacado western El alegre bandolero en 1936, donde revalida su maestría para la dirección de actores; e incluso el bienintencionado acercamiento al mundo del boxeo Sueño dorado en 1939, de la mano del prestigioso dramaturgo Clifford Odets en el guion.

### Los años 40
En 1940 comienza una segunda época para Mamoulian; en su momento no fue muy considerada por crítica y público pero actualmente ha sido muy revalorizada. Así sucede con su excelente versión de la obra de Blasco Ibáñez Sangre y arena (Blood and sand) (1941), con Tyrone Power y Rita Hayworth, donde brinda una brillante escenografía, dirección de actores y pulso narrativo que hacen que supere en más de un concepto la más popular pero también endeble versión que dio la vuelta al mundo en 1922 protagonizada por Rodolfo Valentino. 
También es inolvidable El signo del zorro (The Mark of Zorro) (1940), donde Mamoulian vuelve a rodar una obra maestra del cine mudo emprendida en 1920 por Fred Niblo y Douglas Fairbanks. Su nueva versión abre la puerta al estrellato a un joven Tyrone Power notablemente caracterizado y fascinantemente enfrentado a Basil Rathbone en una de esas escenas míticas del cine de aventuras de capa y espada. 
En 1944, Mamoulian se centró en el proyecto de la adaptación Laura, en la que iba a ser su segunda colaboración con la actriz Gene Tierney tras la comedia romántica de enredo Rings of her fingers, pero lo abandonó por diferencias con el productor, y será Otto Preminger el que la acaba convirtiéndola en obra maestra. Por desgracia para el director, no sería el único film que no concluiría. 
Durante el resto de la década de los 40, Mamoulian se vuelca en la dirección teatral con obras musicales de enorme éxito en Broadway como Oklahoma! (1943), Carousel (1945) y Lost in the Stars (1949).

### Los años 50
Tras la versión en clave musical de una célebre obra teatral de Eugene O'Neill llevada a la pantalla en una famosa película de 1932 (Extraño interludio de Robert Z. Leonard, con Mickey Rooney y Clark Gable en los principales papeles) que no obtiene demasiada repercusión en taquilla, su reencuentro con el séptimo arte no llegaría hasta el año 1952, con su colaboración para David O. Selznick en la reactualización de Gone on earth que, con nuevas escenas escritas y filmadas por Mamoulian, se retitularía The Wild Heart. 
En 1956, se resarce un poco con uno de los clásicos menores del cine musical: una versión modernizada del clásico Ninotchka (1939, Ernst Lubitsch) titulada La bella de Moscú (Silk Stockings), con Fred Astaire y Cyd Charisse en la que será su última gran obra. 
Los intentos de continuar su carrera se truncaron pronto ya que tanto en el rodaje de Porgy y Bess (1959) como en el de Cleopatra (1963) fue despedido, de modo que acabaron el trabajo Otto Preminger y Joseph L. Mankiewicz respectivamente.

### Últimos años
Retirado ya de la vida cinematográfica se dedicó a la dirección teatral hasta abandonarlo a principios de los 70. Murió en 1987 de muerte natural en Woodland Hills (California) a la edad de 90 años. Consiguió una estrella en el Paseo de la Fama de Hollywood en el 1709 de Vine Street.

## Filmografía
- 1929 - Aplauso
- 1931 - City Streets
- 1931 - El hombre y el monstruo
- 1932 - Ámame esta noche
- 1933 - El cantar de los cantares
- 1933 - La reina Cristina de Suecia
- 1934 - Vivamos de nuevo
- 1935 - Becky Sharp
- 1936 - El alegre bandolero
- 1937 - La furia del oro negro
- 1939 - Sueño dorado
- 1940 - El signo del Zorro
- 1941 - Sangre y arena
- 1942 - Anillos en sus dedos
- 1944 - Laura (solo iniciada por él, pues fue acabada por Otto Preminger).
- 1948 - Summer Holiday
- 1952 - The wild heart
- 1957 - La bella de Moscú
- 1959 - Porgy y Bess (fue despedido y de nuevo la terminó Otto Preminger).
- 1963 - Cleopatra (asimismo despedido, fue acabada por Joseph L. Mankiewicz).

## Premios y distinciones
Festival Internacional de Cine de Venecia
| Año  | Categoría                       | Película                | Resultado |
| ---- | ------------------------------- | ----------------------- | --------- |
| 1932 | Mejor Guion original (Fantasía) | El hombre y el monstruo | Ganador   |